# Renée Sylvaire
Renée Sylvaire (16 de marzo de 1892 - 17 de julio de 1971) fue una actriz de cine francesa que trabajó durante la era del cine mudo.

## Filmografía
- The System of Doctor Goudron (1913)
- The Red Promenade (1914)
- The Secret of the Well (1914)
- The Sparrow (1914)
- Koenigsmark (1923)